# Tragia baroniana
Tragia baroniana är en törelväxtart som beskrevs av David Prain. Tragia baroniana ingår i släktet Tragia och familjen törelväxter. Inga underarter finns listade i Catalogue of Life.